# Плющ звичайний
Плю́щ звича́йний (Hedera helix L., Hedera caucasigena Pojark.) — вічнозелена витка рослина-ліана з родини аралієвих, яка своїми численними присоскоподібними коренями прикріплюється до дерев, скель або іншого субстрату.

## Опис
Стебло дерев'янисте, лазяче, розгалужене, 10—20 (до 30) м завдовжки. Листки черешкові, чергові, шкірясті, голі, блискучі; на безплідних пагонах — серцеподібні, 3—5-кутні або 3—5-лопатеві; на квітконосних гілках — цілісні, яйцеподібні або ромбічно-яйцеподібні. Квітки дво- або одностатеві, правильні, п'ятичленні, жовтувато-зелені у простих зонтиках, зібрані китицею. Плід — ягодоподібний, сферичний, спочатку зелений, потім чорно-синій. Цвіте у вересні — жовтні.

## Хімічний склад
Відповідають за медичне використання плюща звичайного біологічно активні сполуки — трітерпенові сапоніни (2.5–6%): бідесмозидні глікозиди гедерогеніну:
гедерокозид С (1.7–4.8%), гедерокозид D (0.4–0.8%), гедерокозид В (0.1–0.2%), і монодесмозид α-гедерин (0.1–0.3%). Іншими групі сполук є феноли (флавоноїди, антоціани, кумарин і фенолокислоти), амінокислоти, стероїди, вітаміни, леткі та нелеткі олії, β-лектини і поліацетилени.
У листках містяться трітерпенові сапоніни, їх похідні: гедерогенін, олеанольна кислота, байогенін (2β-OH-гедерогенін), бідесмозиди — гедеросапонін C (=гедерокозид C) і гедеросапоніни B, D, E, F, G, H та I у співвідношенні 1000:70:45:10:40:15:6:5 відповідно, гедеросапонін A, 3-сульфатні олеанольна і ехіноциста кислоти, 3-сульфат 28-O-β-гентіобіосилолеанату; монодесмозиди — α-гедерин, гедерогенін 3-O-β-глікозид.

## Поширення
Природний ареал охоплює Західну, Центральну та Південну Європу і простягається від північного сходу Ірландії до південної Скандинавії, на півдні — захоплює Португалію, Іран та північну Туреччину. Росте в листяних лісах, здебільшого дубових, рідше букових у низинах та передгір'ях. В Україні зустрічається в Карпатах та прилеглих районах, рідше — на Західному Поліссі та в Правобережному Лісостепу в тінистих лісах на вологих місцях. 
Інтродукований в Північну Америку і Азію. В культурі поширений на всіх континентах як ґрунтопокривна рослина. В Австралії, Новій Зеландії та США вважається інвазивним видом. Є популярною декоративною рослиною у багатьох країнах.

## Застосування у медицині
В народній медицині використовують листки плюща, у яких містяться глюкозиди сапонін і гедерин, а також інозит, каротин, мурашина і яблучна кислоти, в стеблах — камедь.
Листки застосовують при хронічних катарах слизових оболонок, туберкульозі, рахіті та при інших захворюваннях. У свіжому вигляді їх використовують як зовнішній засіб при опіках, для перев'язки гнійних ран.